# Aloisia Josepha von Liechtenstein
Fürstin Aloisia Josepha von Liechtenstein (* 20. März 1670; † 29. August 1736 in Graz) war ein Mitglied des Hauses Liechtenstein und durch Heirat Reichsgräfin von Hohenems.

## Biografie
Aloisia Josepha war die ältere Tochter des Fürsten Maximilian II. von Liechtenstein (1641–1709) und dessen erster Gemahlin Johanna Beatrix, geborene Fürstin von Liechtenstein (1641–1672). Am 3. April 1691 heiratete sie in Mährisch Kromau den Regenten der reichsunmittelbaren Grafschaft Hohenems, Graf Franz Wilhelm II. von Hohenems (1654–1691), Sohn des Grafen Franz Wilhelm I. von Hohenems (1628–1662) und dessen Gemahlin Eleonora Catharina, geborene Landgräfin zu Fürstenberg (1630–1676). Aus der Ehe ging ein Sohn hervor. Während der Hochzeit lernte ihr Onkel Fürst Hans Adam I. von Liechtenstein den älteren Bruder ihres Gemahls, Graf Jakob Hannibal III. von Hohenems, kennen. Ihr Schwager wurde Regent der reichsunmittelbaren Herrschaft Schellenberg und der Reichsgrafschaft Vaduz. Am 27. August 1691 verstarb ihr Gemahl an den in der Schlacht bei Slankamen erlitten Wunden in Peterwardein. Obwohl ihre erste Ehe nur einige Monate währte, erleichterte diese ihrem Onkel 1699 den Erwerb der Herrschaft Schellenberg bzw. 1712 der Reichsgrafschaft Vaduz.
In zweiter Ehe heiratete sie am 1. September 1692 in Graz Graf Jakob Ernst Leslie (1669–1737). Aus dieser Ehe gingen zwei Söhne hervor. Am 29. August 1736 verstarb sie in Graz. Ihr Leichnam wurde in der Grazer Karmelitinnenkirche bestattet.

## Nachkommen
Aus erster Ehe:
- Franz Wilhelm III. von Hohenems (1692–1759) ⚭ Gräfin Walburga von Wagensperg (1720–1768)

Aus zweiter Ehe:
- Joseph Sigismund (1692–1732) ⚭ 1719 Fürstin Maria Eleonora von Eggenberg (1694–1774)
- Carl Cajetan (1696–1761) ⚭ 1719 Fürstin Maria Theresia von Eggenberg (1696–1762)